# PBZ Zagreb Indoors 2006
PBZ Zagreb Indoors 2006 — тенісний турнір, що проходив на кортах з килимовим покриттям у місті Загреб, Хорватія з 30 січня . Належав до категорії ATP International Series.

## Фінальна частина

### Одиночний розряд
Іван Любичич —  Штефан Коубек 6–3, 6–4

### Парний розряд
Ярослав Левинський /  Міхал Мертиняк —  Давіде Сангінетті /  Андреас Сеппі 7–6(9–7), 6–1